# Maurice Weber (football)
Pour les articles homonymes, voir Maurice Weber et Weber.
Maurice Weber est un joueur de football français qui évolue au poste de défenseur.

## Biographie
Il joue dans l'équipe du Racing Club de Strasbourg durant six saisons de juin 1922 à juin 1928. Il évolue dans le championnat d'Alsace. Il remporte trois titres de champion d'Alsace en 1923, 1924 et 1927. Il est en 1927 capitaine de l'équipe. 
À son palmarès figurent également trois titres de champion de France militaire avec l'équipe du 158e régiment d'infanterie de ligne.